# Powiat Sandomierski
Der Powiat Sandomierski ist ein Powiat (Kreis) in der polnischen Woiwodschaft Heiligkreuz. Der Powiat hat eine Fläche von 675,89 km², auf der etwa 81.000 Einwohner leben (Stand 30. Juni 2012).

## Gemeinden
Der Powiat umfasst neun Gemeinden, davon eine Stadtgemeinde, drei Stadt-und-Land-Gemeinden und fünf Landgemeinden.

### Stadtgemeinde
- Sandomierz

### Stadt-und-Land-Gemeinden
- Klimontów
- Koprzywnica
- Zawichost

### Landgemeinden
- Dwikozy
- Łoniów
- Obrazów
- Samborzec
- Wilczyce